# Fabbrica ducale di porcellane di Ludwigsburg

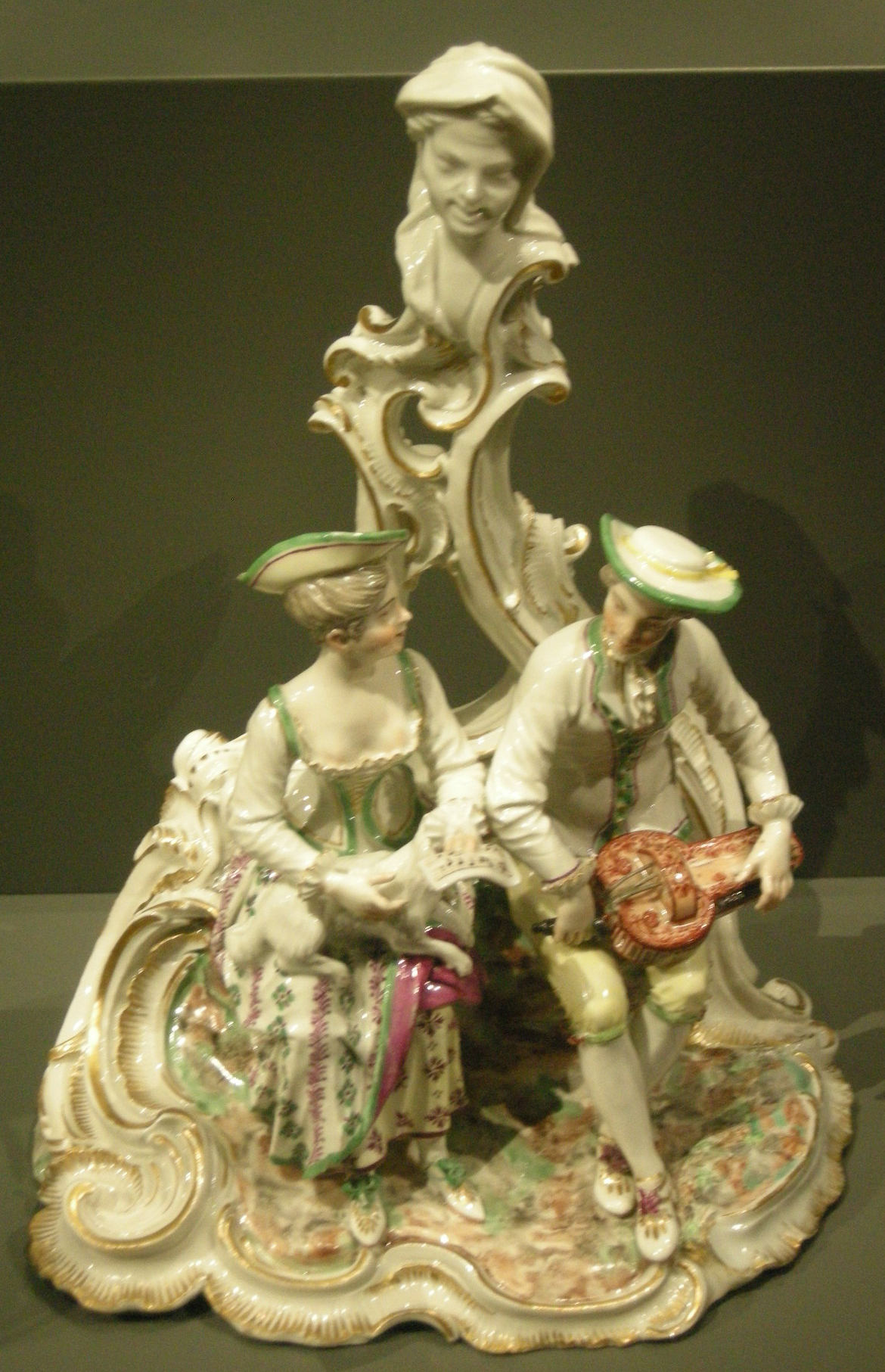
Musicisti, 1765-1770

La Fabbrica ducale di porcellane di Ludwigsburg (in tedesco: Herzoglich-ächte Porcelaine-Fabrique) è stata una manifattura di porcellana tedesca attiva tra il 1758 e il 1824 a Ludwigsburg.

## Storia

### La manifattura ducale
Nel XVIII secolo gli oggetti di porcellana, servizi da tavola e oggetti decorativi, erano diventati accessori necessari per la corte di un sovrano assoluto. In particolare nel Sacro Romano Impero, a partire dalla fondazione della manifattura di Meissen, nel 1708, erano seguite le manifatture di Vienna (1718), Höchst (1746), Fürstenberg e Nymphenburg (entrambe nel 1747), Berlino (1751) e Frankenthal (1755).

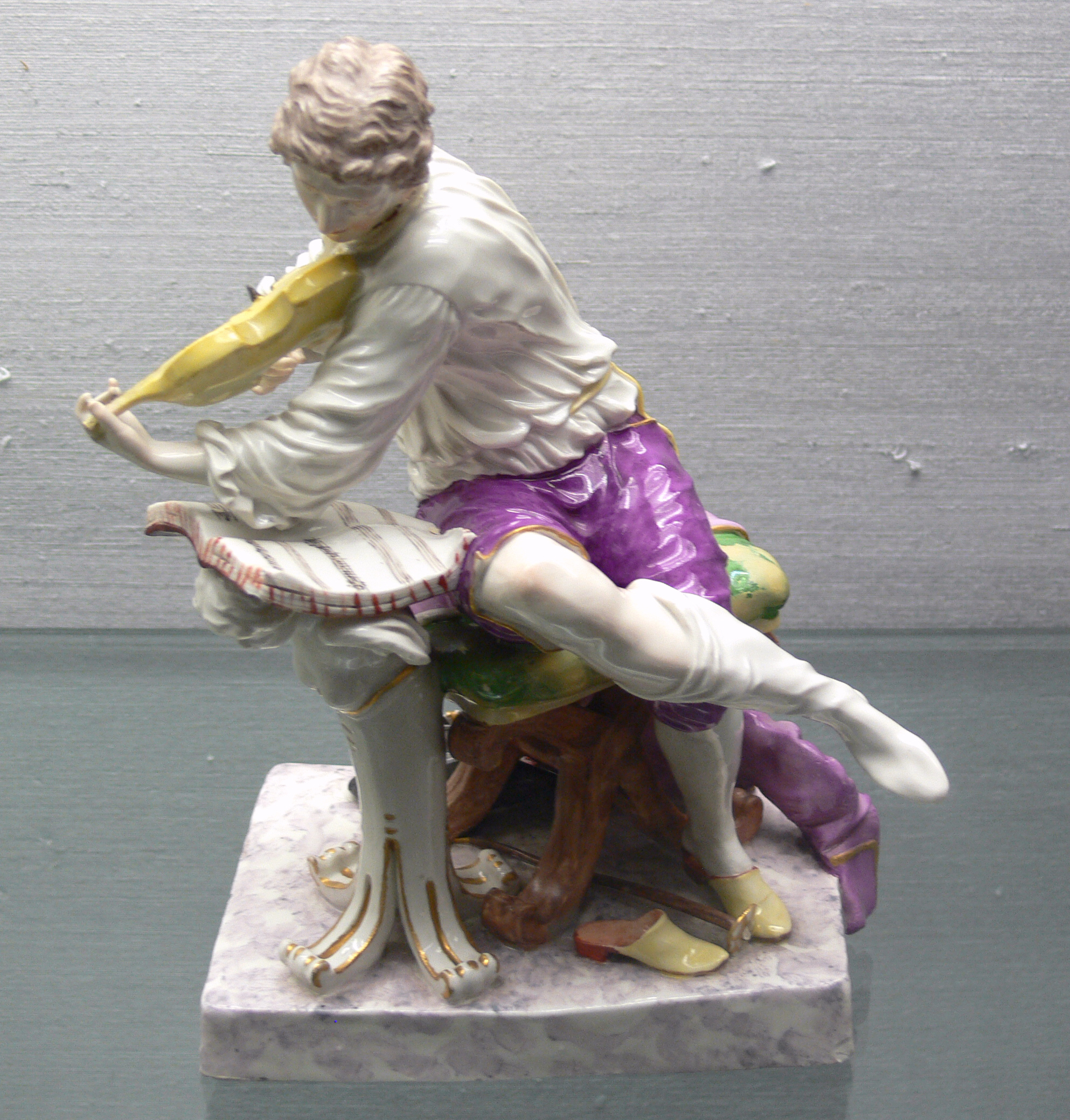
Violinista

Già nel 1729 il duca Everardo Ludovico aveva dato al fabbricante di vetri e specchi Elias Vater il compito di fare della porcellana come quella sassone.
Successivamente il duca Carlo Alessandro aveva incaricato Johann Philipp Weisbrodt di produrre porcellana e nel 1736 il Consigliere Segreto della Finanza Joseph Süß Oppenheimer aveva destinato duemila fiorini per la costituzione di una manifattura. Con la morte del Duca, però, anche questo esperimento finì.
Nel 1751 fu fondata la Calwer Handelscompagnie von Zahn und Dörtenbach con privilegio ducale per la fabbricazione della porcellana. Questa impresa fallì di fronte a ostacoli tecnici e insufficienti mezzi finanziari. Perciò, nel 1758, il duca Carlo Eugenio rilevò la manifattura di Ludwigsburg, città che in quel momento era la capitale del Ducato di Württemberg. Come arcanista fu chiamato Joseph Jakob Ringler.
Lo sviluppo della Manifattura fu agevolato all'inizio dalle difficoltà della manifattura di Meissen durante la Guerra dei Sette Anni.
Il pittore Gottlieb Friedrich Riedel realizzò il lussuoso servizio da tavola Giovanelli-Martinelli decorato con fiori, paesaggi e dorature, realizzato per ringraziare il conte Giovanelli per l'ospitalità ricevuta durante il viaggio in Italia del duca Carlo Eugenio. 

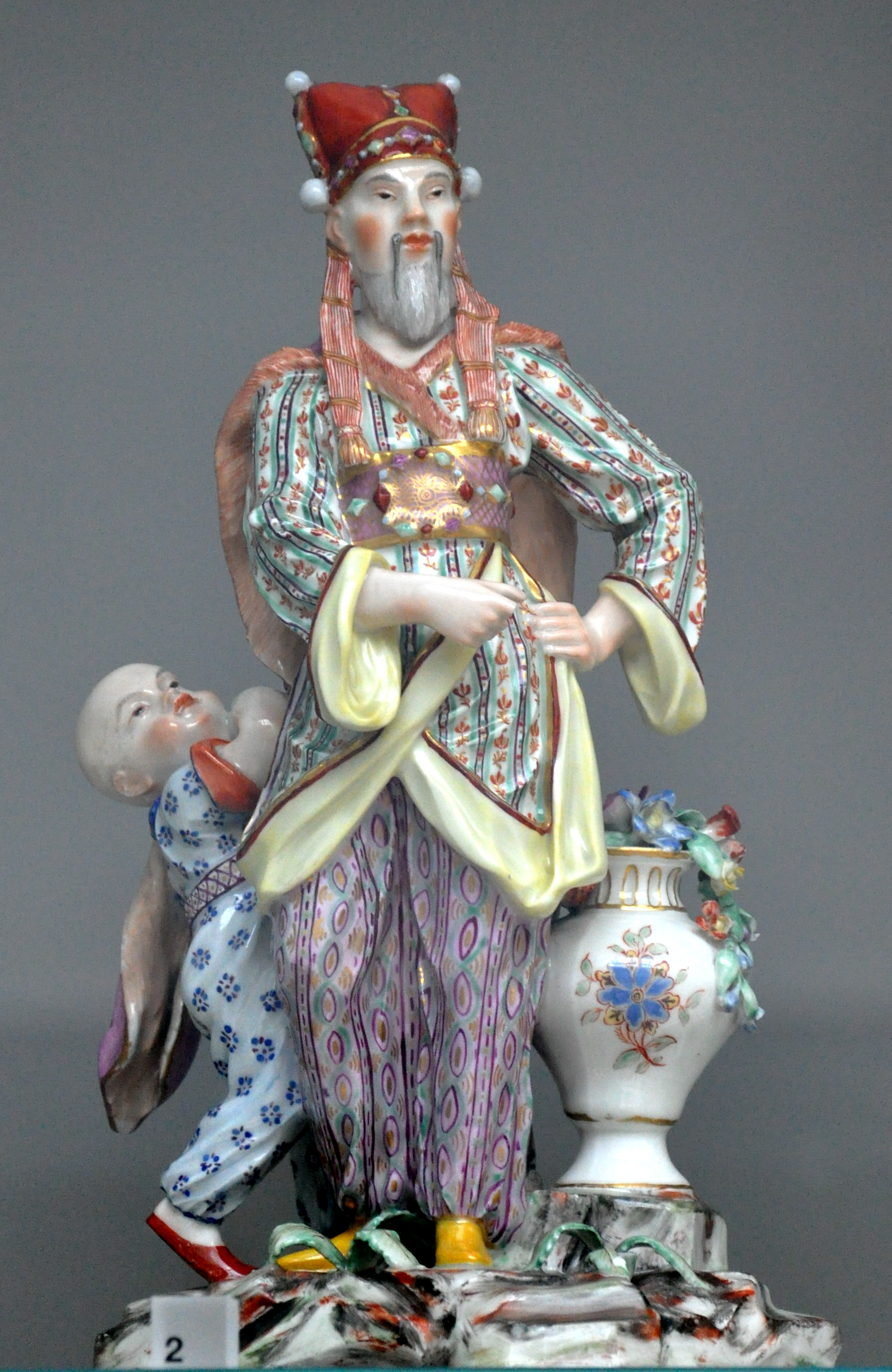
Cinese con bambino, 1766 circa

Tuttavia, la manifattura di Ludwigsburg eccelse soprattutto nelle statuette. 
Dal 1759 al 1767 fu Modellmeister Johann Wilhelm Beyer. Di lui si ricordano soprattutto i sette "solisti": la cantante, la chitarrista, il violinista, il cornista, il violoncellista e la suonatrice di spinetta.
Una serie particolare fu la Venezianische Messe, che rappresentava il variopinto mercato di Ludwigsburg, ispirato a quello di Venezia: i mercanti, le bancarelle, gli artigiani, fino all'osteria e ai borseggiatori.
Nel 1775 il duca Carlo Eugenio spostò la capitale del Ducato da Ludwigsburg di nuovo a Stoccarda, portando con sé la corte e buona parte della guarnigione. La decadenza della Manifattura cominciò.
Nel 1824 il re Guglielmo I del Württemberg chiuse la manifattura per ragioni economiche.

### Le manifatture del XX secolo
Nel 1919 fu fondata una Porzellanmanufaktur Alt-Ludwigsburg GmbH, che ebbe vicende tormentate e cessò l'attività nel 1927.
Nel 1948 la manifattura fu rifondata un'altra volta da Otto Wanner-Brandt con il nome Porzellan-Manufaktur Ludwigsburg GmbH, la quale ripropose i classici della manifattura Ducale.
Nel 2004 le quote della manifattura appartenevano al Land Baden-Württemberg, al comune di Ludwigsburg, alla Baden-Württembergische Landesbank, a Berthold Leibinger e a Carlo, discendente del casato di Württemberg.
L'impresa era tuttavia in perdita e, dopo alcune cessioni a gruppi privati, nel 2014 ha annunciato l'insolvenza

## Marchio di fabbrica
Il marchio della manifattura era la doppia C (iniziale di Carlo Eugenio) sovrastata dalla corona ducale.

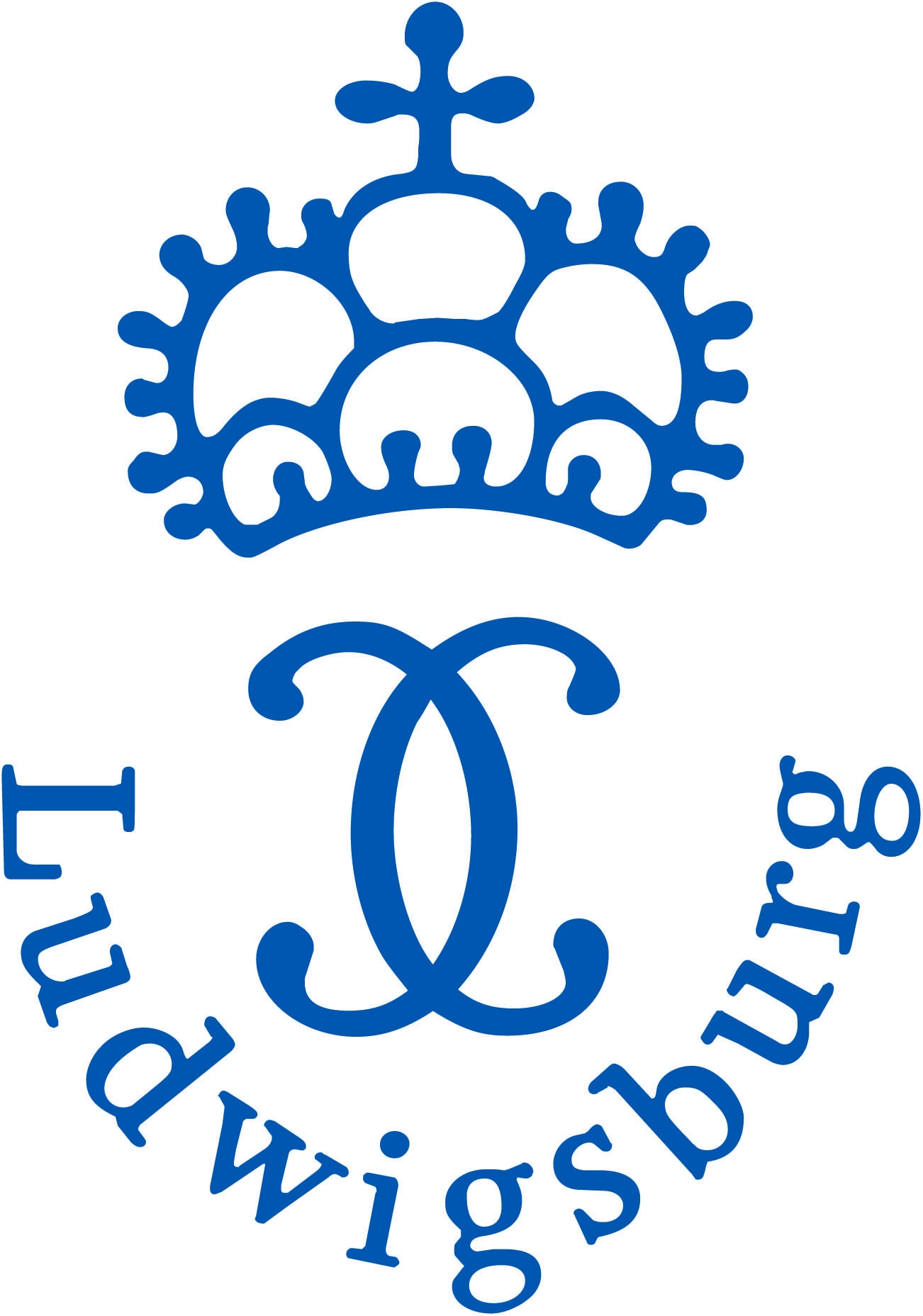
Il marchio attuale